# Liste von Wallburgen in Niedersachsen
Wallburgen in Niedersachsen finden sich als Befestigungswerke in der Ebene und auf Anhöhen. Zu den Regionen zählen Mittelweser, Leine und der Deisterraum. Sie werden in der Regel einer Zeitspanne vom 8. bis 12. Jahrhundert zugeordnet. In einzelnen Fällen gibt es auch eine Datierung auf die Latènezeit.

## Wallburgen
| Bezeichnung           | Ort                                      | Datierung              | Bemerkungen                                         | Foto  |
| --------------------- | ---------------------------------------- | ---------------------- | --------------------------------------------------- | ----- |
| Altenwalder Burg      | Cuxhaven – Altenwalde                    | 797                    | Altenwalder Höhe, über Gräberfeld vom 3. bis 8. Jh. |       |
| Sachsenwall           | Nordstemmen, Landkreis Hildesheim        |                        |                                                     |       |
| Asseburg              | Wassel, Region Hannover                  | FMA                    |                                                     |       |
| Lüningsburg           | Neustadt am Rübenberge, Region Hannover  | FMA                    |                                                     |       |
| Barenburg             | Eldagsen, Region Hannover                | Mittellaténezeit       | Mit Spuren von Kampfhandlungen.                     |       |
| Kukesburg             | Springe-Altenhagen I, Region Hannover    | 3. Jahrhundert v. Chr. |                                                     |       |
| Schnippenburg         | Ostercappeln, Landkreis Osnabrück        | 278–258 v. Chr.        |                                                     |       |
| Arkeburg              | Goldenstedt, Landkreis Vechta            | 70–130                 |                                                     |       |
| Hünenburg             | Stöttinghausen, Landkreis Diepholz       | 6.–9. Jahrhundert      | 2005 teilweise rekonstruierte Anlage                |       |
| Sierhauser Schanzen   | Sierhausen, Landkreis Vechta             | 8.–9. Jahrhundert      |                                                     |       |
| Düsselburg            | Rehburg, Landkreis Nienburg/Weser        | 8.–10. Jahrhundert     |                                                     |       |
| Burgwall Hollenstedt  | Hollenstedt, Landkreis Harburg           | 9. Jahrhundert         | Nach Brand aufgelassen                              |       |
| Heidenwall Dehlthun   | Ganderkesee, Landkreis Oldenburg         | 9. Jahrhundert         |                                                     |       |
| Quatmannsburg         | Elsten, Landkreis Cloppenburg            | 9.–11. Jahrhundert     |                                                     |       |
| Heisterschlösschen    | Beckedorf, Landkreis Schaumburg          | 9.–12. Jahrhundert     |                                                     |       |
| Ringwall von Burg     | Celle-Altencelle                         | 10. Jahrhundert        |                                                     |       |
| Bennigser Burg        | Bredenbeck-Steinkrug, Region Hannover    | 10. Jahrhundert        |                                                     |       |
| Isenburg              | Landringhausen, Region Hannover          | 10./11. Jahrhundert    |                                                     |       |
| Pipinsburg (Sievern)  | Langen (Geestland), Landkreis Cuxhaven   | 10./11. Jahrhundert    |                                                     |       |
| Wirkesburg            | Lauenau-Feggendorf, Landkreis Schaumburg | 10.–12. Jahrhundert    |                                                     |       |
| Heidenwall            | Stadt Oldenburg                          | ab 1032                |                                                     |       |
| Pipinsburg (Osterode) | Osterode am Harz                         | 12. Jahrhundert        |                                                     | Fotos |